# Visions (Norah Jones)
Visions è il nono album in studio della cantante statunitense Norah Jones. L'album è stato rilasciato a livello mondiale l'8 marzo 2024, pubblicato da Blue Note Records.
È stato riconosciuto col Grammy Award al miglior album vocale pop tradizionale del 2025.

## Descrizione

### Produzione
Visions vede la produzione congiunta della stessa Norah Jones col polistrumentista Leon Michels, che aveva prodotto alcune tracce dell'album natalizio della cantante I Dream of Christmas (2021) e suonato il sax tenore nel precedente lavoro Pick Me Up Off the Floor (2020). Michels e Jones firmano otto delle dodici canzoni che compongono l'album; le restanti sono della sola Jones .
A proposito del titolo scelto per l'album, Norah Jones ha dichiarato di averlo scelto perché "le idee per le canzoni mi sono venute per la maggior parte di notte o in quel momento che precede il sonno; Running è una di quelle di quando si è mezzi addormentati e ci si sveglia di soprassalto". Ha anche dichiarato che "Visions è lo yang dello yin rappresentato dal precedente album Pick me up off the floor": se quest'ultimo lavoro preannunciava le atmosfere tristi e solitarie della Pandemia da COVID-19, il nuovo album esprime invece la voglia di ballare, di prendere la giusta strada e di accettare il buono che la vita può dare .
Nel novembre 2023 Norah Jones aveva rilasciato il singolo Can you believe, annunciandolo come apripista del suo nuovo lavoro in arrivo l'anno successivo; in realtà il brano non fa parte della tracklist ufficiale dell'album (se non nella versione giapponese), ma vede la produzione di Jones e Michels e dello stesso team creativo di Visions.

### Pubblicazione e promozione
Il primo singolo Running è stato pubblicato col relativo videoclip il 18 gennaio 2024, in simultanea con l'annuncio dell'album e del tour promozionale che Norah Jones intraprenderà in Nord America e Canada tra primavera ed estate 2024. Il 23 febbraio viene rilasciato il secondo singolo Staring at the wall, anch'esso completo di videoclip, mentre l'8 marzo, insieme all'album, viene pubblicato il video del terzo singolo Paradise.
Visons riceve all'uscita recensioni molto positive. Il Los Angeles Times lo definisce "un disco divertente, un garage soul gentilmente psichedelico".

## Tracce
- 1) All This Time
- 2) Staring at the Wall
- 3) Paradise
- 4) Queen of the Sea
- 5) Visions
- 6) Running
- 7) I Just Wanna Dance
- 8) I'm Awake
- 9) Swept Up in the Night
- 10) On My Way
- 11) Alone with My Thoughts
- 12) That's Life

Bonus tracks
- 13) Until my heart is found (edizione deluxe)
- 14) Can you believe (solo edizione giapponese)

## Personale
Staff artistico
- Norah Jones – vocals, pianoforte, chitarre (tracce 1–7, 10); basso, tastiere (6, 10); Wurlitzer (7), organo (8, 10, 12), sintetizzatore (9)
- Leon Michels – percussioni (tracce 1–4, 6, 12), basso (1–4, 7, 12), tamburello (1–3, 6–10), chitarre (1), sassofono tenore (4, 7, 9, 11), sassofono baritono (6), batteria, organo (11)
- Dave Guy – tromba (tracce 4, 5, 7, 9, 11)
- Homer Steinweiss – percussioni (traccia 7)
- Jesse Murphy – basso (tracce 8, 9, 11)
- Brian Blade – batteria (tracce 8, 9, 11)

Staff tecnico
- Leon Michels – produzione, engineering
- Alex Deturk, Garrett Robinson, Scott Hull – masterizzazione
- Jens Jungkurth – missaggio (tutte le tracce), engineering (8, 9, 11)
- Lucas Carpenter – assistenza